# James R. Thompson
James Robert Thompson Jr. (Chicago, Illinois; 8 de mayo de 1936-Ib., 14 de agosto de 2020) fue un político estadounidense, miembro del Partido Republicano, gobernador del estado de Illinois desde 1977 hasta 1991.

## Biografía
Thompson fue nombrado gobernador de Illinois el 10 de enero de 1977, después de las elecciones de noviembre de 1978 comicios en los que ganó al anterior gobernador Dan Walker.
Falleció el 14 de agosto de 2020 a causa de un paro cardiaco en Chicago.